# Boyce Ridge
Boyce Ridge är en bergstopp i Antarktis. Den ligger i Västantarktis. Chile gör anspråk på området. Toppen på Boyce Ridge är 2 204 meter över havet.
Terrängen runt Boyce Ridge är kuperad åt sydväst, men åt nordost är den bergig. Trakten är obefolkad. Det finns inga samhällen i närheten. 